# La Ventana, Alpatláhuac
La Ventana är en ort i Mexiko.   Den ligger i kommunen Alpatláhuac och delstaten Veracruz, i den sydöstra delen av landet, 210 km öster om huvudstaden Mexico City. La Ventana ligger 2 068 meter över havet och antalet invånare är 263.
Terrängen runt La Ventana är kuperad åt nordost, men åt sydväst är den bergig. Terrängen runt La Ventana sluttar österut. Runt La Ventana är det tätbefolkat, med 331 invånare per kvadratkilometer. Närmaste större samhälle är Huatusco de Chicuellar, 16,7 km öster om La Ventana. Omgivningarna runt La Ventana är en mosaik av jordbruksmark och naturlig växtlighet.